# Burg Inuyama
Die Burg Inuyama (japanisch 犬山城, Inuyama-jō) liegt auf einer Anhöhe über dem Kiso-Fluss in der Stadt Inuyama, Präfektur Aichi. Sie besitzt einen der zwölf aus der Edo-Zeit erhaltenen Burgtürme, wobei dieser (wie auch weitere drei) als Nationalschatz eingestuft ist.

## Geschichte
Die erste Burg Inuyama wurde 1469 von Oda Hirochika erbaut, dem jüngeren Bruder des Oda Toshihiro, Shugo-Vertreter in den oberen vier Landkreisen der Provinz Owari. Die Burg soll dann im Jahre 1537 vom Hausältesten der Oda, die als Shugo-Vertreter in den unteren vier Landkreisen eingesetzt waren, nämlich von Oda Nobuhide, übernommen worden sein. Der jüngere Bruder von Nobuhide, Nobuyasu, baute eine Burg einen Kilometer nördlich, die er aber nach der Schlacht von Komaki-Nagakute 1584 verlor. Danach erbaute Ishikawa Mitsuyoshi, Minister unter Toyotomi Hideyoshi, an der gegenwärtigen Stelle eine Burg, die er aber nach der Schlacht von Sekigahara als Verlierer abgeben musste. An seiner Stelle wurde Ogasawara Yoshitsugu (1548–1616) Burgherr und modernisierte die Burg 1601. Aus dieser Zeit stammt der gegenwärtige Burgturm.
1607 übernahm Hiraiwa Chikayoshi (1542–1611), Feldherr und Vertrauter des Tokugawa Ieyasu die Burg. Da dieser keine Nachkommen hatte, wurde nach dessen Tode Naruse Masanari (1567–1628) mit der Burg betraut, die er 1616 förmlich als Unter-Hausverwalter des Tokugawa Yoshinao, Chef des Owari-Zweiges, übernehmen konnte. Die Naruse blieben dann Unter-Hausverwalter des in Nagoya regierenden Tokugawa-Klans bis zur Meiji-Zeit. 1868 wurde Naruse Masamitsu (1836–1903) von der neuen Regierung zum Daimyō ernannt. Mit der Meiji-Restauration fiel aller Feudalbesitz, und damit auch die Burg, an den Staat.
Beim Mino-Owari-Erdbeben im Jahr 1891 wurde die Burg beschädigt. In der Folge wurde sie wieder an die Naruse-Familie übergeben, unter der Bedingung, dass diese für die Reparaturen aufkommt. 2004 wurde die Burg an eine Stiftung übergeben.

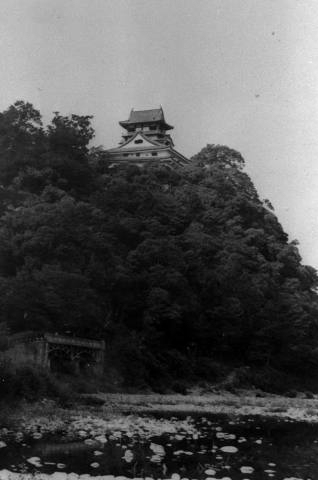
Ein Blick auf die Burg aus dem Jahr 1937

## Die Burganlage

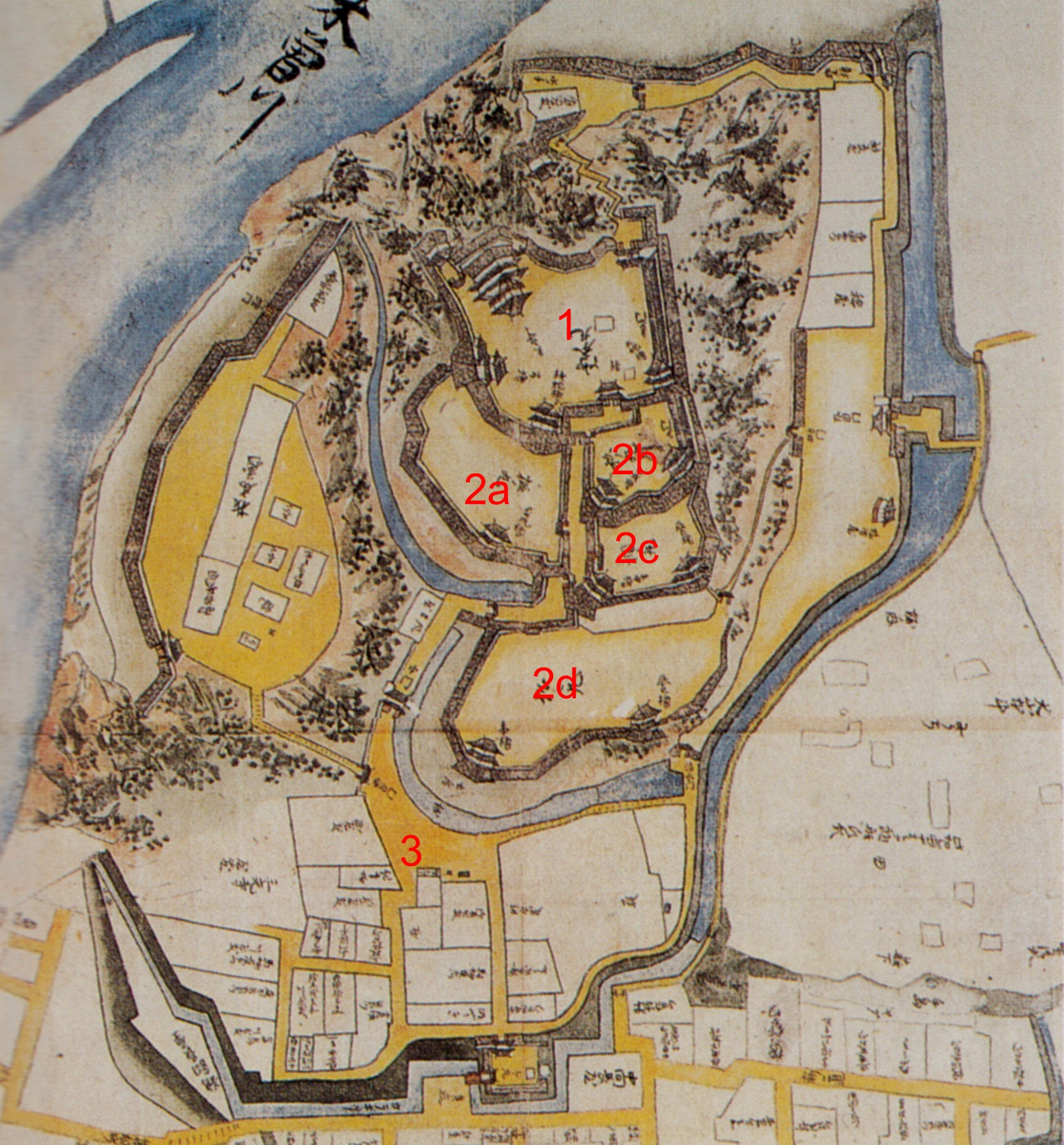
Plan der Burg Inuyama

Die Burg Inuyama liegt auf einer 40 m hohen Hügel direkt am südlichen Ufer des Kiso-Flusses. Die (1) innere Burg (Hommaru), einst geschützt durch vier Wachtürme (Yagura) und Burgturm, enthielt zunächst auch die Residenz. Der Burgturm ist ein Beispiel für seine frühe Form, bei der der oberste Ausguck auf dem Dach sitzt. Er besitzt fünf Stockwerke, die von außen gesehen als drei Stockwerke erscheinen. Dazu kommt ein Kellergeschoss.
Die (2) Vorburg (Ni-no-maru) ist der welligen Umgebung stufenförmig angepasst und ist vier Gebiete unterteilt, die Baumnamen tragen: (2a) Momi-, (2b) Sugi-, (2c) Kiri- und (2d) Matsu-no-maru.  Später wurde die Residenz in den Kiefern-Bereich verlegt. Unterhalb der Vorburg ist das San-no-maru angelegt mit Wohnungen für die höheren Vasallen. Als typische Burgstadt schloss sich weiter südlich der planmäßig angelegte Bezirk der einfachen Samurai an.
Nach der Aufgabe der Burg 1868 wurde ein Teil der Wachtürme und Tore der Bevölkerung, Tempeln und Schreinen überlassen, so dass schließlich kaum noch Bauwerke vorhanden waren. Der Rest wurde beim Großen Nobi-Erdbeben 1891 zerstört, der Burgturm wurde stark beschädigt. Der Staat gab daraufhin die Anlage an die Familie Naruse zurück mit der Auflage, den Burgturm zu reparieren. Die Burg kam so – als Ausnahme – in Privatbesitz.

## Trivia
Der konfuzianische Gelehrte Ogyū Sorai war vom Anblick des Burgturms über dem Kiso-Fluss so begeistert, dass er die Burg nach einem Gedicht von Li Bai Hakutei-jō („Burg des weißen Kaisers“) nannte.